# توماس إليشا هوغ
توماس إليشا هوغ (بالإنجليزية: Thomas Elisha Hogg)‏ هو محرر أمريكي، ولد في 19 يونيو 1842، وتوفي في 1880.